# Schillenberg
Der Schillenberg ist ein 521 m ü. NHN hoher Berg etwa 3,0 km südlich von Tuntenhausen.

## Topographie
Der Schillenberg ist eine glazial geprägte, längliche Erhebung (Drumlin) im bayerischen Voralpenland südlich von Tuntenhausen. 
Auf dem landwirtschaftlich genutzten Berg befindet sich der Ortsteil Jakobsberg.